# 20h55
20h55, également appelée Dimanche 20h55, Jeudi 20h55 ou Mardi 20h55, est une émission de télévision française diffusée le mardi, le jeudi ou le dimanche en prime-time sur France 2 et présenté par Laurent Delahousse depuis 2016.

## Concept
Dans cette émission, un documentaire inédit, ayant souvent pour sujet la géopolitique, est d'abord proposé suivi d'un débat avec Laurent Delahousse accompagné d'experts. Elle a pour but de « comprendre l’actualité en remontant le fil de l’Histoire » selon les dires de la chaîne.

## Liste des documentaires

### Saison 2016-2017
| N° | Date                       | Titre de l'émission                                       | Titre du documentaire                                     | Réalisateur(s)                                                                   | Audience moyenne | Audience moyenne | Réf. |
| N° | Date                       | Titre de l'émission                                       | Titre du documentaire                                     | Réalisateur(s)                                                                   | Téléspectateurs  | PDM              | Réf. |
| -- | -------------------------- | --------------------------------------------------------- | --------------------------------------------------------- | -------------------------------------------------------------------------------- | ---------------- | ---------------- | ---- |
| 1  | Dimanche 25 septembre 2016 | Vatican - Histoires secrètes                              | Vatican - Histoires secrètes                              | Yannick Adam de Villiers                                                         | 2 273 000        | 10,6 %           | ,    |
| 2  | Dimanche 16 octobre 2016   | Jacques Chirac, l'homme qui ne voulait pas être Président | Jacques Chirac, l'homme qui ne voulait pas être Président | Dominique Fargues Laurent Delahousse Erwan L’Elouet                              | 2 801 000        | 11,9 %           | ,    |
| 3  | Jeudi 15 décembre 2016     | Le mystère Poutine                                        | Le mystère Poutine                                        | Christophe Widemann                                                              | 2 292 000        | 10,4 %           | ,    |
| 4  | Dimanche 8 janvier 2017    | La Guerre des gauches                                     | DSK                                                       | Sarah Briand Jean-Baptiste Arnaud                                                | 2 684 000        | 10,5 %           | ,    |
| 4  | Dimanche 8 janvier 2017    | La Guerre des gauches                                     | Les enfants terribles                                     | Dominique Fargues Laurent Delahousse avec Erwan L’Éléouet et Fabien Boucheseiche | 2 684 000        | 10,5 %           | ,    |

Légende :
- Les plus hauts chiffres d'audience
- Les plus bas chiffres d'audience

### Saison 2017-2018
| N° | Date                   | Titre de l'émission                      | Titre du documentaire                    | Réalisateur(s)                     | Audience moyenne | Audience moyenne | Réf. |
| N° | Date                   | Titre de l'émission                      | Titre du documentaire                    | Réalisateur(s)                     | Téléspectateurs  | PDM              | Réf. |
| -- | ---------------------- | ---------------------------------------- | ---------------------------------------- | ---------------------------------- | ---------------- | ---------------- | ---- |
| 1  | Mardi 12 décembre 2017 | La Syrie de Bachar El-Assad              | Bachar El-Assad, le pouvoir ou la mort   | Christophe Widemann                | 1 708 000        | 7,2 %            | ,    |
| 2  | Jeudi 1er février 2018 | La Corée du Nord de Kim Jong-un          | Corée du Nord, la dictature de la bombe  | Stéphane Masseline Anne Loussouarn | 2 071 000        | 9,4 %            | ,    |
| 3  | Mardi 1er mai 2018     | Présidentielle 2017 : Histoires secrètes | Présidentielle 2017 : Histoires secrètes | Stéphane Masseline Pascal Catuogno | 1 881 000        | 8,1 %            | ,    |

Légende :
- Les plus hauts chiffres d'audience
- Les plus bas chiffres d'audience

## Les invités
| N° | Date                   | Titre de l'émission             | Invités |
| -- | ---------------------- | ------------------------------- | --- |
| 6  | Jeudi 1er février 2018 | La Corée du Nord de Kim Jong-Un | Dorian Malovic, journaliste à "La Croix" Dominique de Villepin, ancien 1er Ministre et ministre des Affaires Étrangères française |

## Identité visuelle

Logo de Dimanche 20h55 en 2016.
Autre logo de Dimanche 20h55 en 2016.
Logo de Jeudi 20h55 en 2016.
Logo de 20h55 en 2017.